# بتروجاس
بتروجاس «الغازات البترولية» أو (بالإنجليزية: Petrogas - Petroleum Gases Co)‏ هي إحدى شركات قطاع البترول المصري والتي تأسست عام 1979 لكي تكون المسؤولة عن توفير وتعبئة غاز البوتاجاز لجميع محافظات محافظات جمهورية مصر العربية